# Австремоний

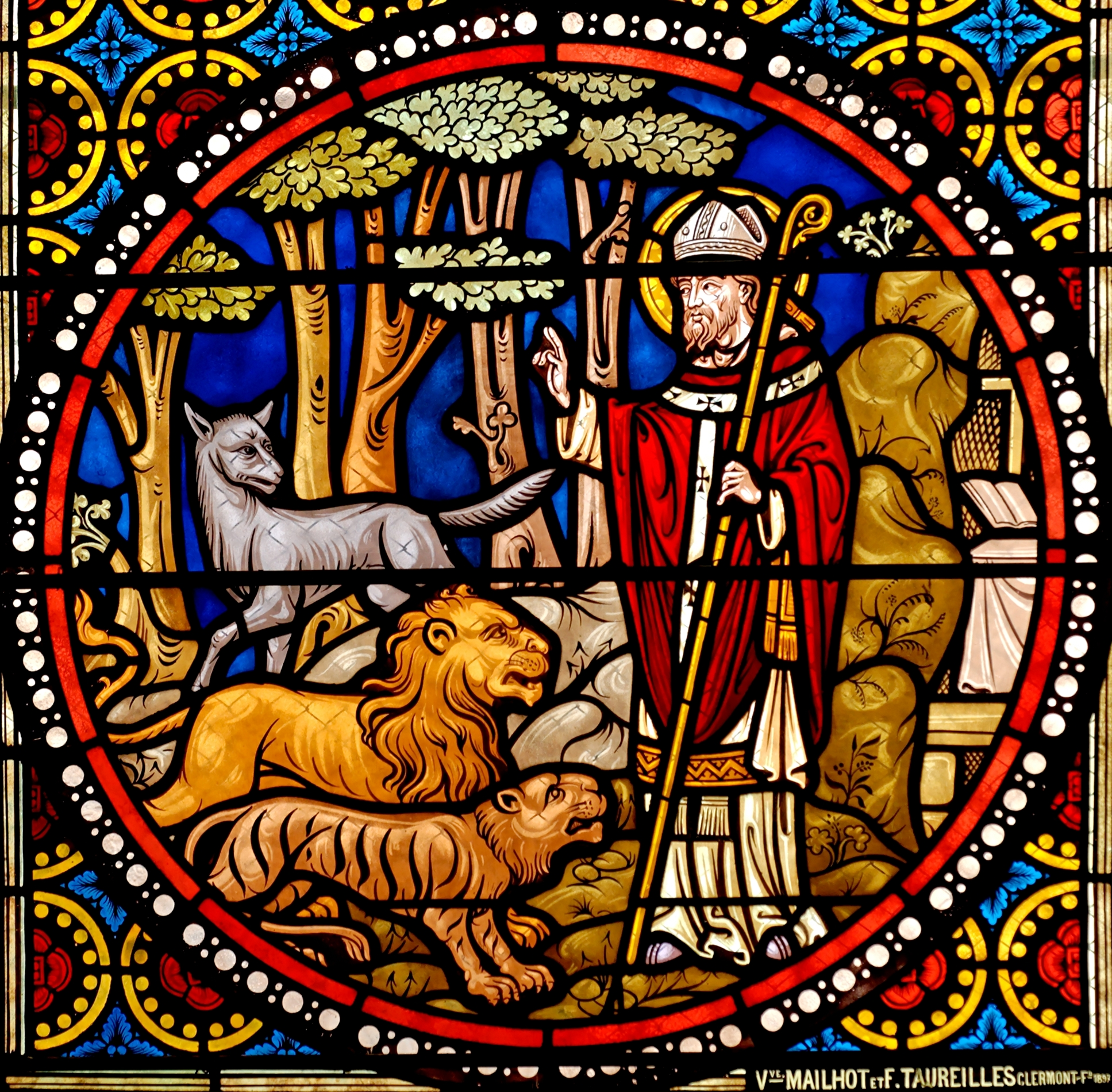
Святой Австремоний и львы. Витраж в часовне церкви Св. Австремония в Иссуаре (Овернь, Франция)

Святой Австремоний (лат. St. Austremonius; IV век) — первый епископ Клермона, прозванный «апостолом Оверни». День памяти — 1 ноября.
Вся имеющаяся о нём информация происходит из нескольких предложениях в письмах Григория Турского. Согласно этому источнику он был одним из семи епископов, посланных из Рима в Галлию в середине третьего столетия; он трудился в Оверни и, как считается, был первым епископом Клермона. Обратил в христианство Кассия, который стал мучеником.
Вероятно, Австремоний был современником трёх епископов Аквитании, которые посетили Арльский синод в 314 году. Он не был мучеником. Его культ возник в середине шестого столетия, когда диакону Кантию (Cantius) явилось видение ангелов, сообщивших ему о заброшенной могиле Австремония в Иссуаре.
Его тело было впоследствии перевезено в Вольвик, а в 761 году — в Мозакское аббатство. К середине девятого столетия голова святого была принесена в Saint-Yvoine, около Иссуара, но приблизительно в 900 году мощи были возвращены в Иссуар, первоначальное место захоронения епископа.

## Галерея

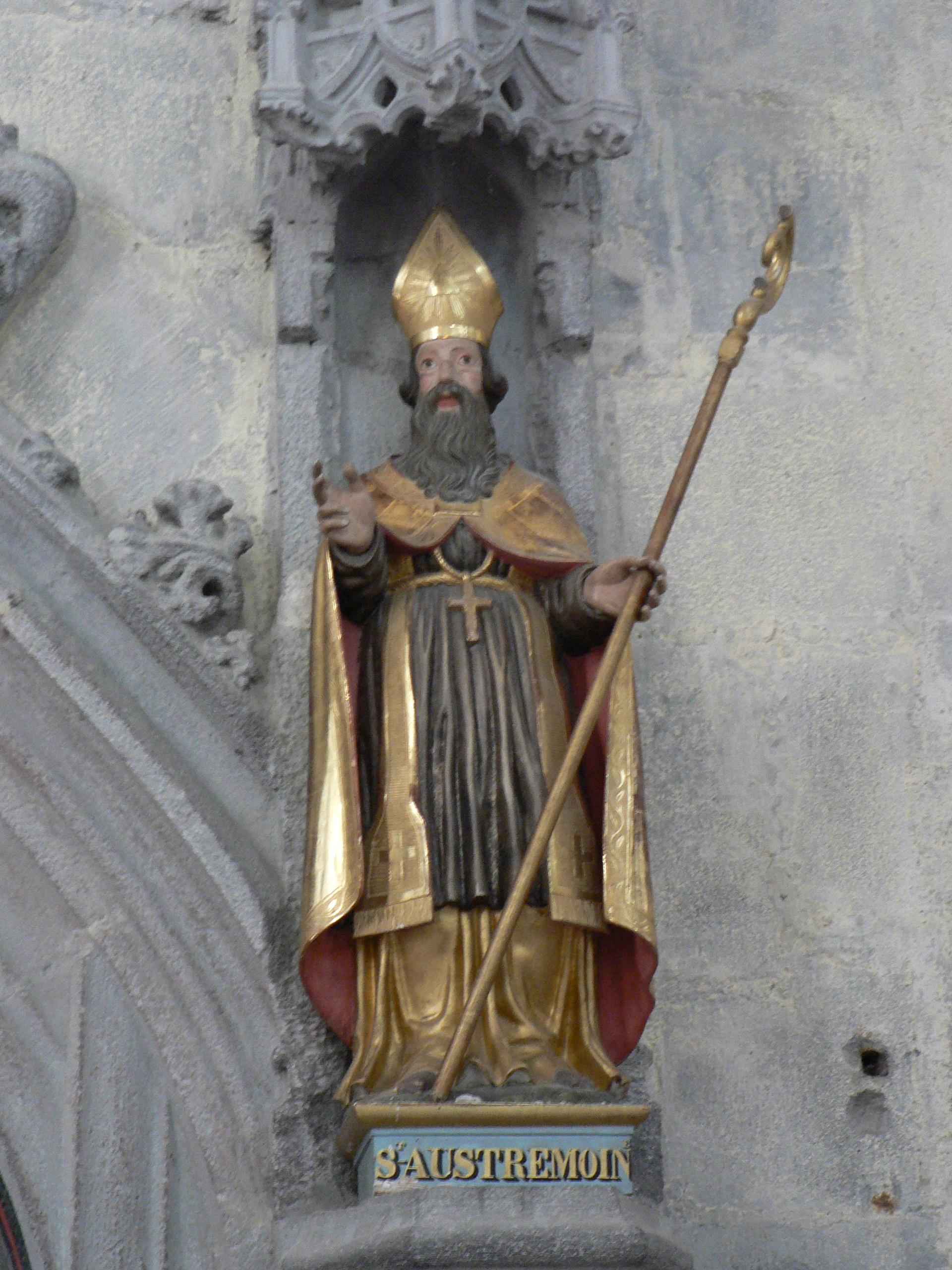
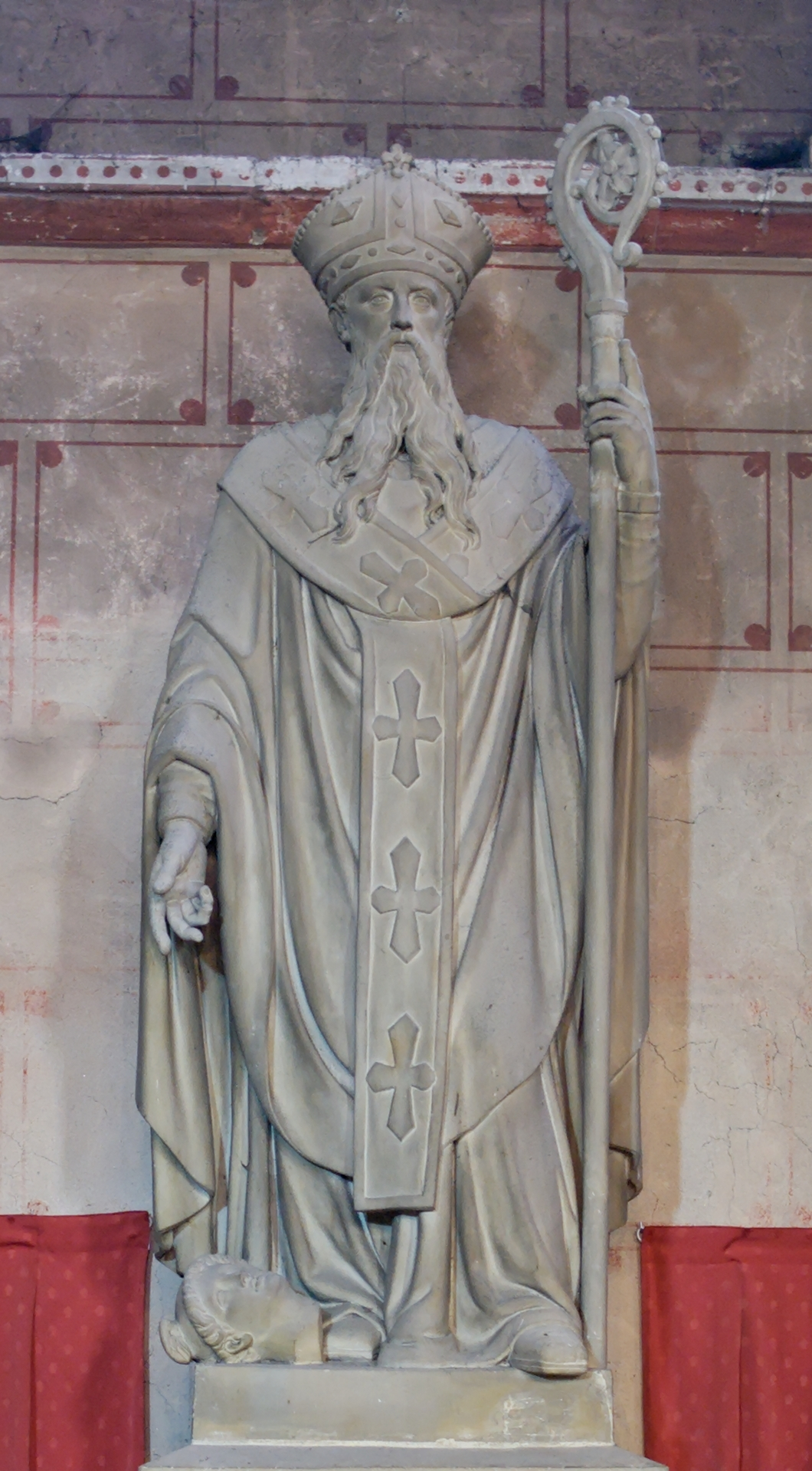
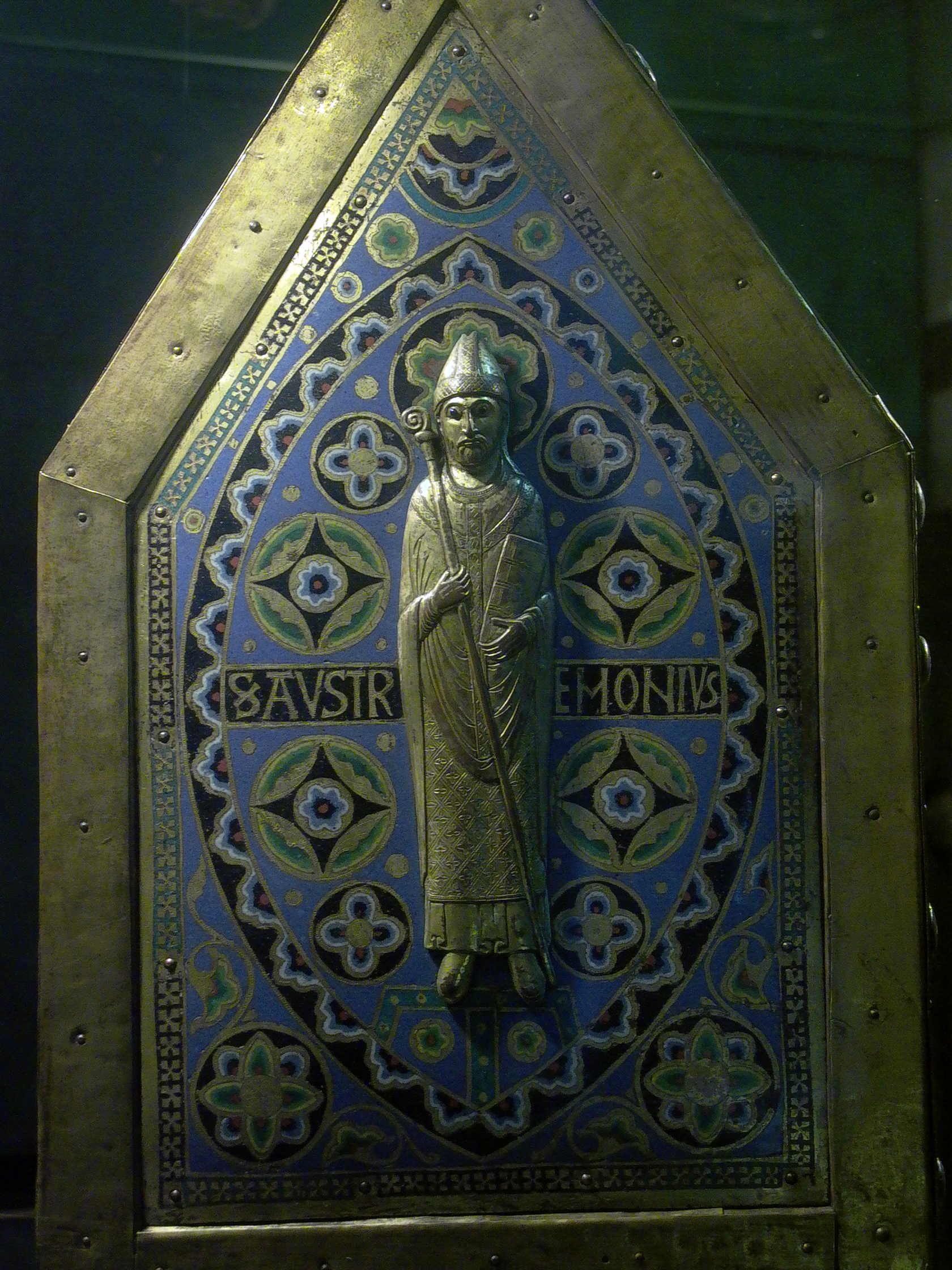
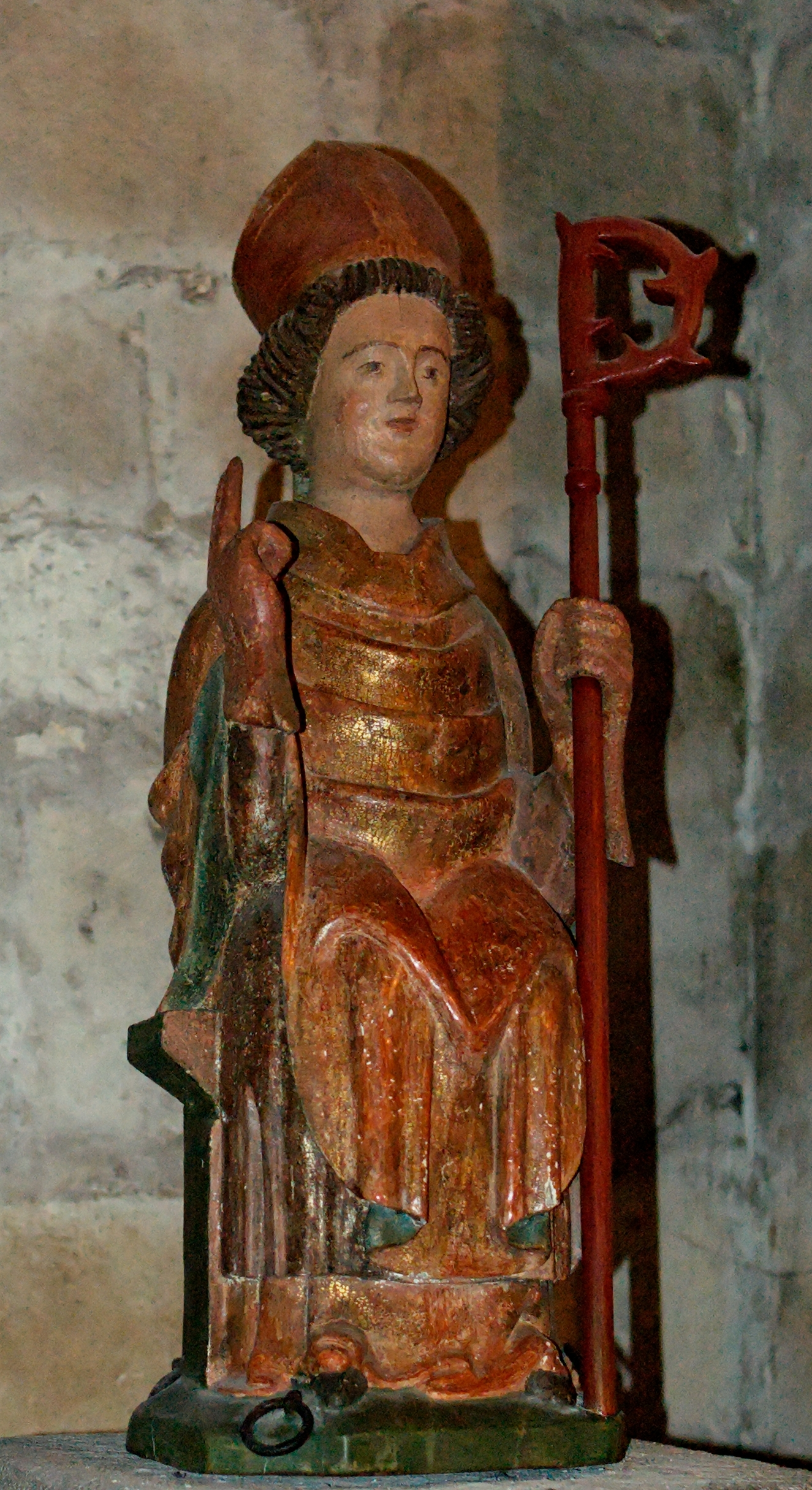
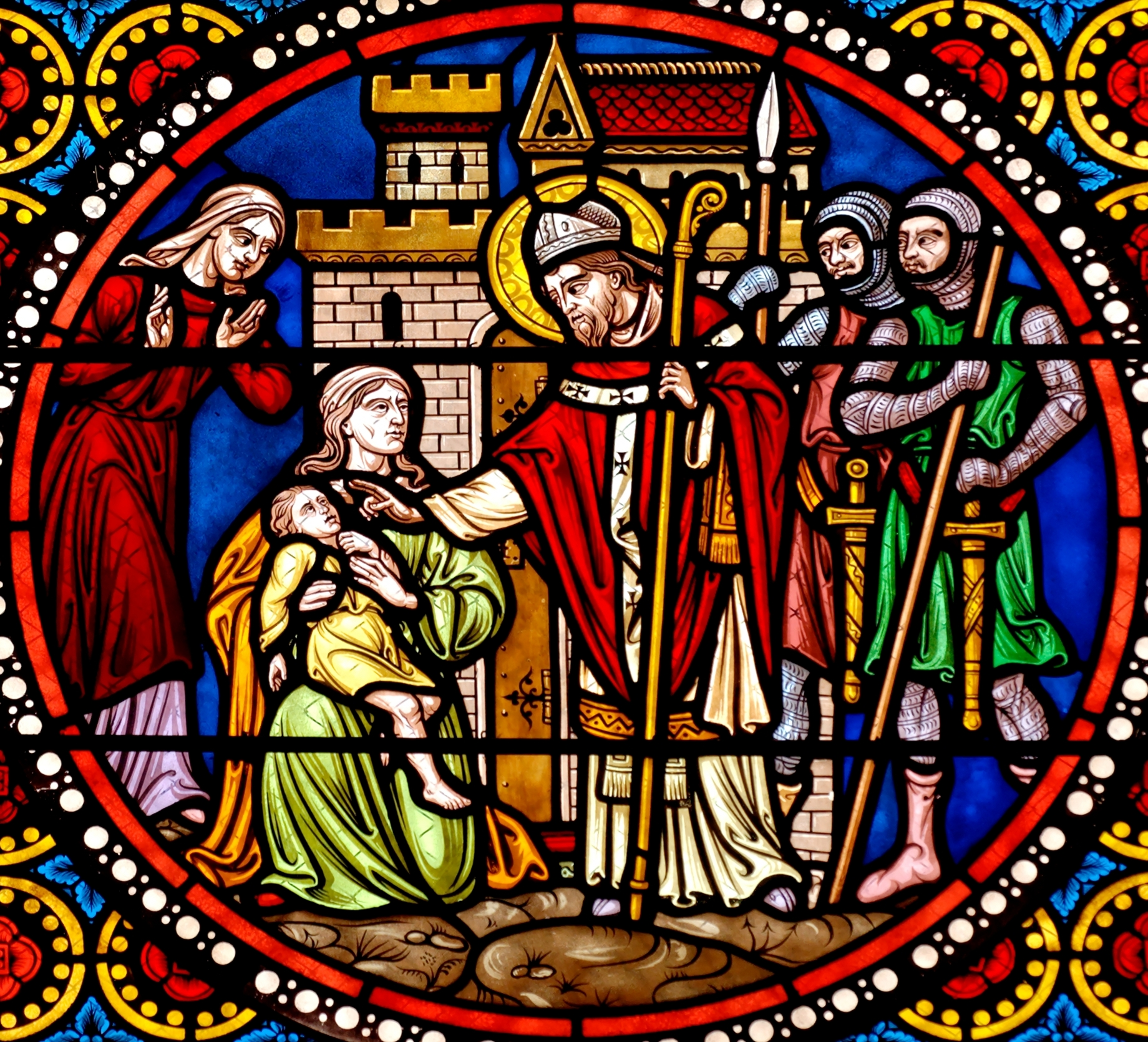
Австремоний благословляет младенца
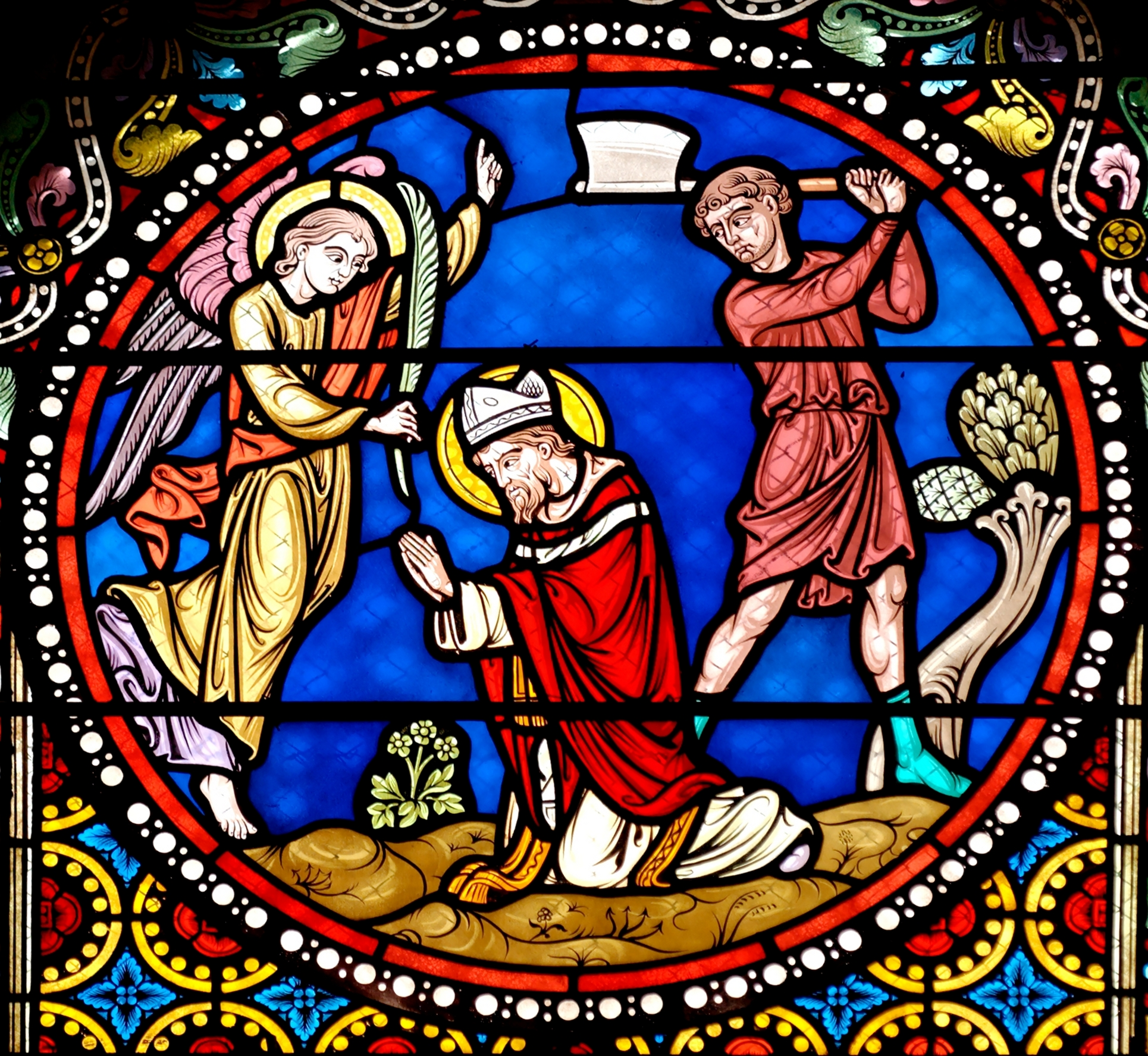
Мученичество святого Австремония